# Thomas Menees

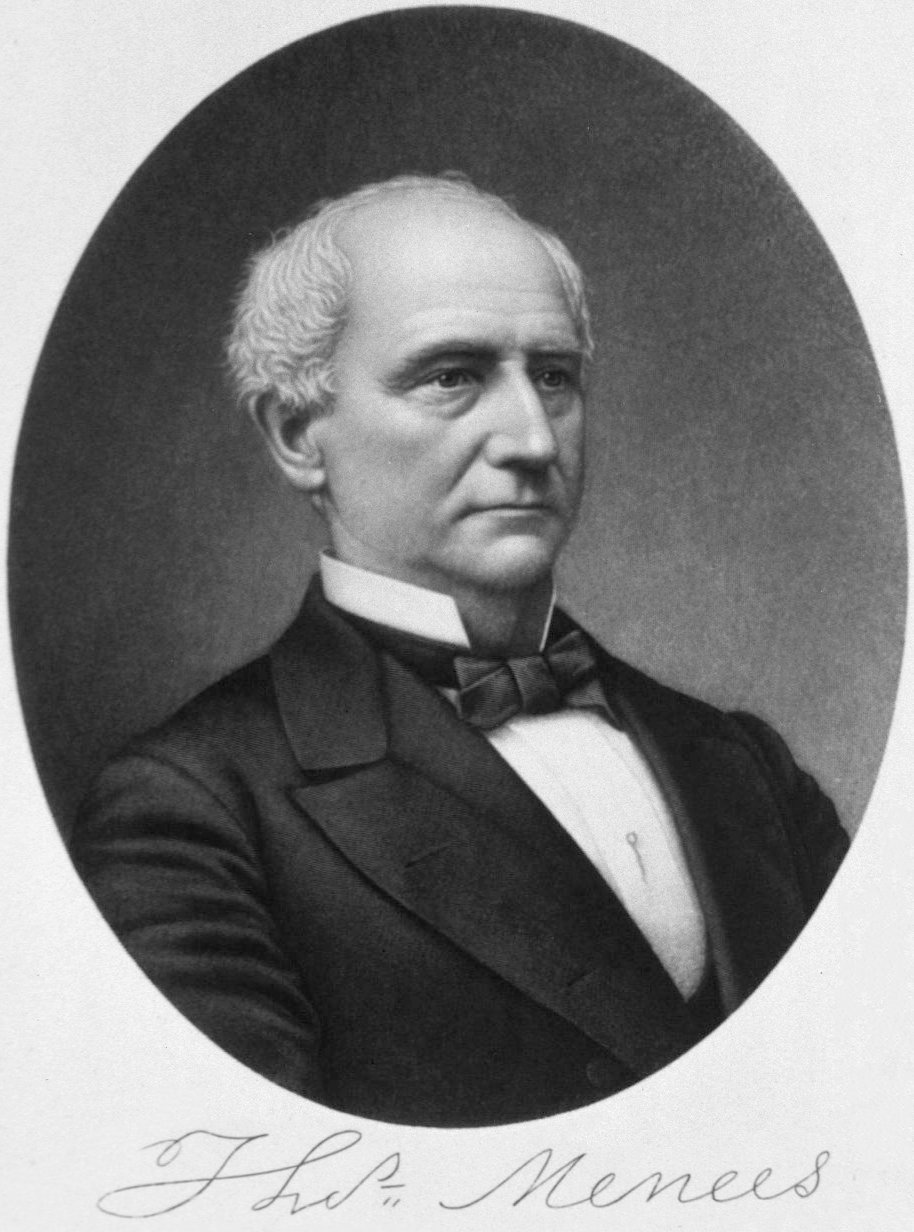
Thomas Menees

Thomas Menees (* 26. Juni 1823 in Nashville, Tennessee; † 6. September 1905 in Nashville, Tennessee) war ein US-amerikanischer Arzt und Politiker. Er gehörte der Demokratischen Partei an.

## Werdegang
Thomas Menees wurde ungefähr acht Jahre nach dem Ende des Britisch-Amerikanischen Krieges im Davidson County geboren. Über seine Jugendjahre ist nichts weiter bekannt. Er erhielt 1846 an der Transylvania University seinen Doktor der Medizin. Seine Studienjahre waren von der Wirtschaftskrise von 1837 überschattet und die Folgejahre vom Mexikanisch-Amerikanischen Krieg. Menees praktizierte einige Jahre lang in Springfield (Orangeburg County) als Arzt, bevor er eine politische Laufbahn einschlug. Er saß 1857 im Senat von Tennessee. 1860 nahm er als Delegierter an der Democratic National Convention teil. Im November 1861 wurde er für den achten Wahlbezirk von Tennessee in den ersten Konföderiertenkongress gewählt, wo er am 18. Februar 1862 seinen Posten antrat. Er wurde dann in den zweiten Konföderiertenkongress wiedergewählt, wo er bis 1865 tätig war. Nach dem Ende des Bürgerkrieges nahm er in Nashville seine Tätigkeit als Arzt wieder auf. 1873 wurde er Professor für Arzneimittelkunde und Therapie am medizinischen Fachbereich der University of Nashville. Als dann die medizinischen Fachbereiche der University of Nashville und der Vanderbilt University 1874 zusammengelegt wurden, wurde er dort der erste Dekan – ein Posten, den er bis 1895 innehatte. Er verstarb ungefähr neun Jahre vor dem Ausbruch des Ersten Weltkrieges. Sein Leichnam wurde auf dem Mount Olivet Cemetery in Nashville beigesetzt.